# Christian Cederfeld de Simonsen (politiker)
 Der er flere personer med dette navn, se Christian Cederfeld de Simonsen (1895-1985).
Hans Christian Joachim Cederfeld de Simonsen (født 24. september 1817 i Odense, død 24. juli 1906) var en dansk amtmand og politiker, far til H.C.F.W. Cederfeld de Simonsen.
Christian Cederfeld de Simonsen blev født i Odense 24. september 1817 som søn af stiftamtmand Hans Vilhelm Cederfeld de Simonsen. Noget over et halvt år efter, at han var blevet student, succederede han (5. maj 1836) i besiddelsen af Stamhuset Erholm og Søndergårde på Fyn. Han fortsatte imidlertid studeringerne og blev i 1840 juridisk kandidat. Året efter ansattes han i Rentekammeret, hvor han forblev til 1848; kammerjunker blev han 1841. Cederfeld de Simonsen deltog derefter som kongevalgt medlem i den grundlovgivende Rigsforsamlings arbejder. Efter at han i 1855-56 havde været konstitueret stiftamtmand over Fyens Stift, var han fra 1856-1867 amtmand over Svendborg Amt. I 1878-1886 var han fra 6. Landstingskreds valgt til Landstinget, og han havde i en del af denne periode sæde i Rigsretten. Han blev i 1851 kammerherre og i 1888 Kommandør af Dannebrog.
Cederfeld de Simonsen har ikke hørt til forgrundsfigurerne i vort offentlige liv, men hans solide dygtighed og sympatiske personlighed have givet ham en smuk position både på hans embedsbane og i hans politiske virksomhed. Han ægtede 6. juni 1857 Marie Charlotte Frederikke Uldall (f. 1837), datter af etatsråd, fysikus Uldall i Holbæk og Elisabeth Johanne Sophie f. Sick.